# 도시생태학

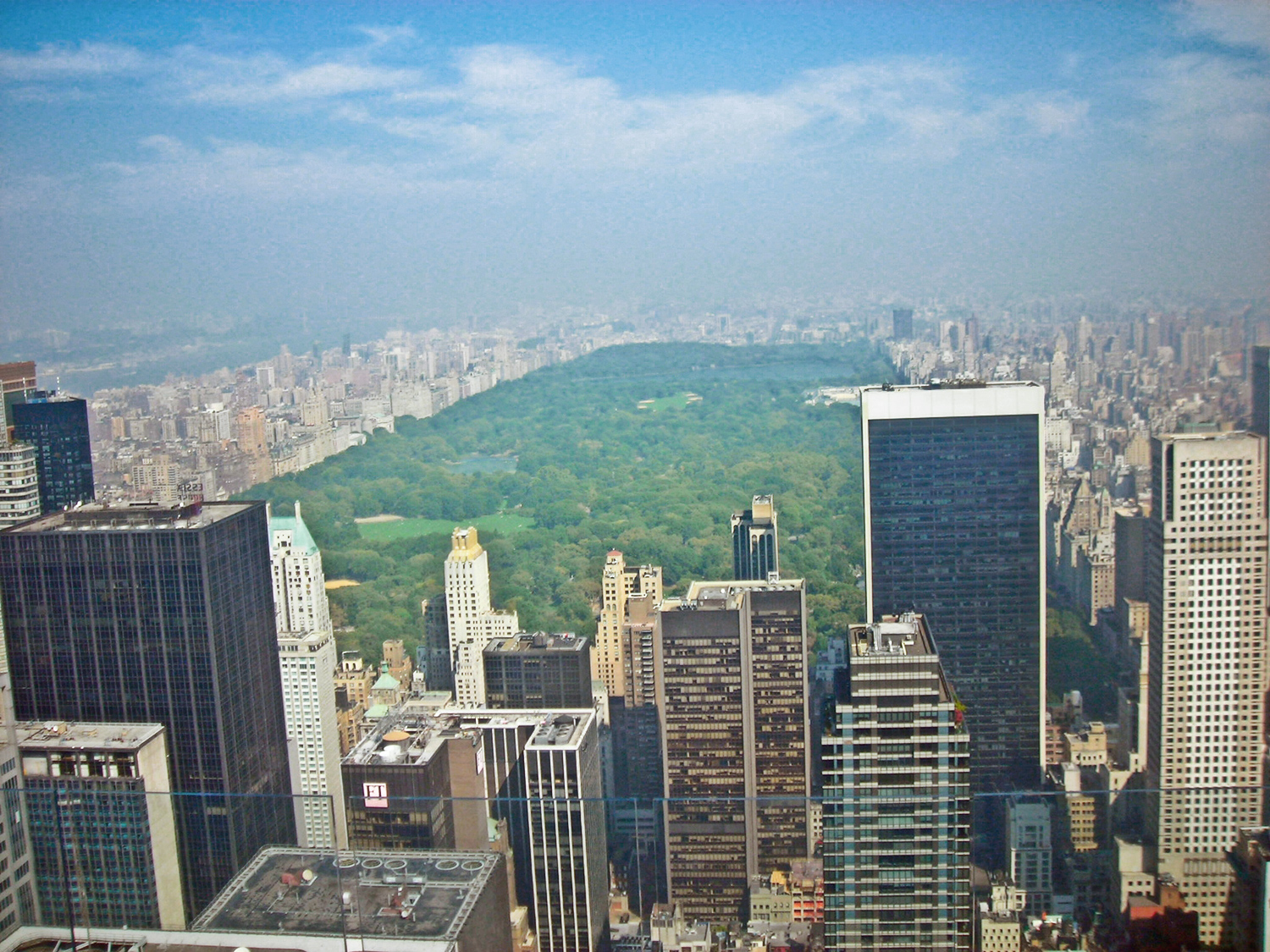
센트럴 파크는 거대도시환경의 생태계적 단면을 보여준다.

도시생태학(都市生態學, urban ecology)은 도시에 있어서의 인간생활이 공간 유형에 따라 어떤 영향을 받고 있는가를 연구하는 학문을 말한다. 현대의 도시는 일정한 지역에 많은 인구가 밀집하여 다양한 기능을 수행하면서 하나의 생활권을 이루며 살고 있기 때문에 인구와 기능의 분포 및 토지공간의 이용형태가 독특한 구조와 동태를 나타낸다.
미국의 사회학자인 파크(R. E. Park), 버제스(E. W. Burgess), 매킨지(R. D. Mckensie) 등은 도시생태학의 선구자들로서 많은 업적을 남겼다. 그 중 버제스는 미국의 시카고 시의 발전형태를 모형으로 하여 현대도시의 토지이용에 관한 생태학적 가설로서 '동심원설(同心圓說, concentric－zone theory)'을 주장하였다. 이 이론은 도시의 중심부로부터 다음과 같은 지역이 차례로 원을 그린다는 주장이다. 즉, 도시의 가장 중심부에는 고층건물·백화점·은행·호텔·극장 등이 집중하여 상거래·경공업·오락 등의 기능이 이루어지고 있는 중앙번영지구(中央繁榮地區, central business distric)가 있고, 그 다음의 동심원에는 저소득층·이민(移民)·이농민(離農民)·부랑자·비행자(非行者)·매춘부가 주로 모여 사는 빈민가나 황폐해가는 낡은 건물들의 지역이 중앙번영지구를 둘러 싸고 있는 변천지대(變遷地帶, zone of independent workingment home)가 있는데 이 지대는 상업이나 공업의 확대에 따라 침식되기 쉬운 곳이기 때문에 항상 불안정한 상태에 있는 곳이다. 그 주변의 동심원에는 상점이나 공장등 직장이 가까운 것을 바라는 노동자주택지대(勞動者住宅地帶, zone of independent wokingmens home)가 있고 그 다음으로는 전문직 종사자·소기업주·경영자들이 주로 사는 중산층거주지역(中産層居住地域, zone of middle class dwellers)이 있는데 이 지역에는 고급 아파트나 호텔이 있고 호화로운 독립주택도 더불어 끼어 있으며 소규모의 번화가(繁華街, satellite ioop)가 있다.
중산층거주지역의 둘레에는 정기통근자지대(定期通勤者地帶, commuters zone)가 있는데 이 지구는 중앙번화가와는 대조적으로 낮에는 많은 인구가 도심지로 흡수되어 조용하고 밤에만 모든 주민이 완전히 모여드는 지역이므로, 이곳은 침실지대(寢室地帶, bedroom town)라고도 불린다. 이상과 같은 버제스의 동심원 이론은 복잡한 도시의 생태학적인 구조를 너무 단순화한 느낌이 많은 것으로 그 후 여러 가지 수정안이 나왔다.
호이트(H. Hoyt)는 '선형지대이론(扇形地帶理論, sector theory)'을 제기하여 버제스보다는 더욱 동태적인 이론을 내놓았다. 그의 이론의 요점은 다음과 같다.
1. 공업지대는 중심가인 번영지대를 둘러싸지 않고 철도 노선이나 강변을 따라 교외지대로 뻗어간다. 즉 원형(圓型)이 아니라 좁은 부채살 모양으로 밖으로 뻗어간다는 것이다.
2. 고급주택지대에는 동심원의 맨 밖의 원에 모여있기 보다는 부채살 모양의 한 지역에 또는 여러 개의 지역에 있으며 비교적 중심부로부터 교통로를 따라서 밖으로 진전하며 특히 고지대나 호수 하천의 연변이 환영받는다. 요컨대 대도시는 도심지에서 주요 도로나 지하철 등의 교통노선을 따라 각 방면에 방사선으로 발전한다는 것이 선형지대이론인 것이다.

한편 해리스(C. H. Harris)는 '다핵이론(多核理論, multiple nuclei theory)'을 주장하였는데, 이 이론은 다음과 같다.
1. 일정한 활동(상업·공업 등)은 일정한 편의(시장과의 거리·교통·운수·통신 등의 편의)를 필요로 하고,
2. 같은 종류의 활동은 서로 한 곳에 모이는 것이 편리하고,
3. 서로 다른 이질적인 활동은 같은 곳에 있으면 서로 피해를 주는 경향이 있으며(예를 들어 주택지와 공장지대, 주택지와 유흥오락지대, 학교와 극장 등),
4. 지대(地帶)가 특정활동의 유치에 크게 작용한다는 등의 원칙이 도시에 있어서의 토지이용형태에 작용한다고 보고, 그러한 원칙에 따라 도시는 ① 중앙번영지구(中央繁榮地區, central business district), ② 도매 및 경공업지대(wole sale and ligh manufacturing district), ③ 중공업지대(hevy industry district), ④ 주택지대(residential district), ⑤ 소핵심지대(小核心地帶, minor nuclei), ⑥ 교외지대와 위성도시(suburb and satellite) 등의 다수의 핵지대(核地帶)로 밀집되고 그들이 모여 이루어진다고 주장하는 것이다.

## 같이 보기
- 이산화 탄소
- 서식지
- 도시임업
- 도시경제학
- 도시지리학